# Hoeksche Waard (gemeente)
Hoeksche Waard is een gemeente in de Nederlandse provincie Zuid-Holland. De gemeente telt 90.257 inwoners op 1 januari 2024 (bron: CBS). De gemeente ontstond na een gemeentelijke herindeling van vijf Zuid-Hollandse gemeenten (Oud-Beijerland, Korendijk, Strijen, Cromstrijen en Binnenmaas) per 1 januari 2019 en omvat naast het eiland Hoeksche Waard ook het eiland Tiengemeten. De gemeente maakt deel uit van de Veiligheidsregio Zuid-Holland-Zuid.

## Voorgeschiedenis
In 2004 werd door de provincie Zuid-Holland een gemeentelijke herindeling voorgesteld. Zes gemeenten, Binnenmaas, Cromstrijen, 's-Gravendeel, Korendijk, Oud-Beijerland en Strijen, zouden dan samen opgaan in een gemeente Hoeksche Waard. Dit voorstel was later weer afgeblazen, mede naar aanleiding van referenda hierover in een aantal gemeenten. Er werd daarna wel een Commissie Hoeksche Waard opgericht, die zich met regionale vraagstukken bezighield. Op 1 januari 2007 werden Binnenmaas en 's-Gravendeel samengevoegd tot de nieuwe gemeente Binnenmaas.
In 2014 hebben de burgemeesters van de vijf gemeenten een nieuw onderzoek geïnitieerd over de bestuurlijke toekomst van de Hoeksche Waard. In het onderzoek zijn twee keuzemogelijkheden verkend: versterking en intensivering van de samenwerking of herindeling van de vijf gemeenten. De optie herindeling werd gevolgd door de gemeenteraden van Strijen en Oud-Beijerland. De gemeenteraden van Binnenmaas, Cromstrijen en Korendijk verwierpen herindeling en stelden voor de huidige samenwerking te versterken.
De raden van de vijf gemeenten waren gezien hun voorkeuren van oordeel dat nietsdoen geen optie was maar dat er twee oplossingsrichtingen bestonden. Geen van beide richtingen kon echter op een overtuigend draagvlak rekenen. De provincie Zuid-Holland besloot uiteindelijk in juli 2016 de herindelingsprocedure voort te zetten en voor te stellen de vijf gemeenten samen te voegen tot een nieuwe gemeente genaamd Hoeksche Waard.
Dit provinciale voorstel resulteerde in oktober 2017 in een wetsvoorstel van de Minister aan de Tweede Kamer de fusie te realiseren per 1 januari 2019. Op 24 april 2018 ging de Tweede Kamer akkoord met de herindeling en op 10 juli 2018 ook de Eerste Kamer.
In de betrokken gemeenten werden de reguliere gemeenteraadsverkiezingen van 2018 overgeslagen. De herindelingsverkiezingen werden gehouden op 21 november 2018.

## Foto's

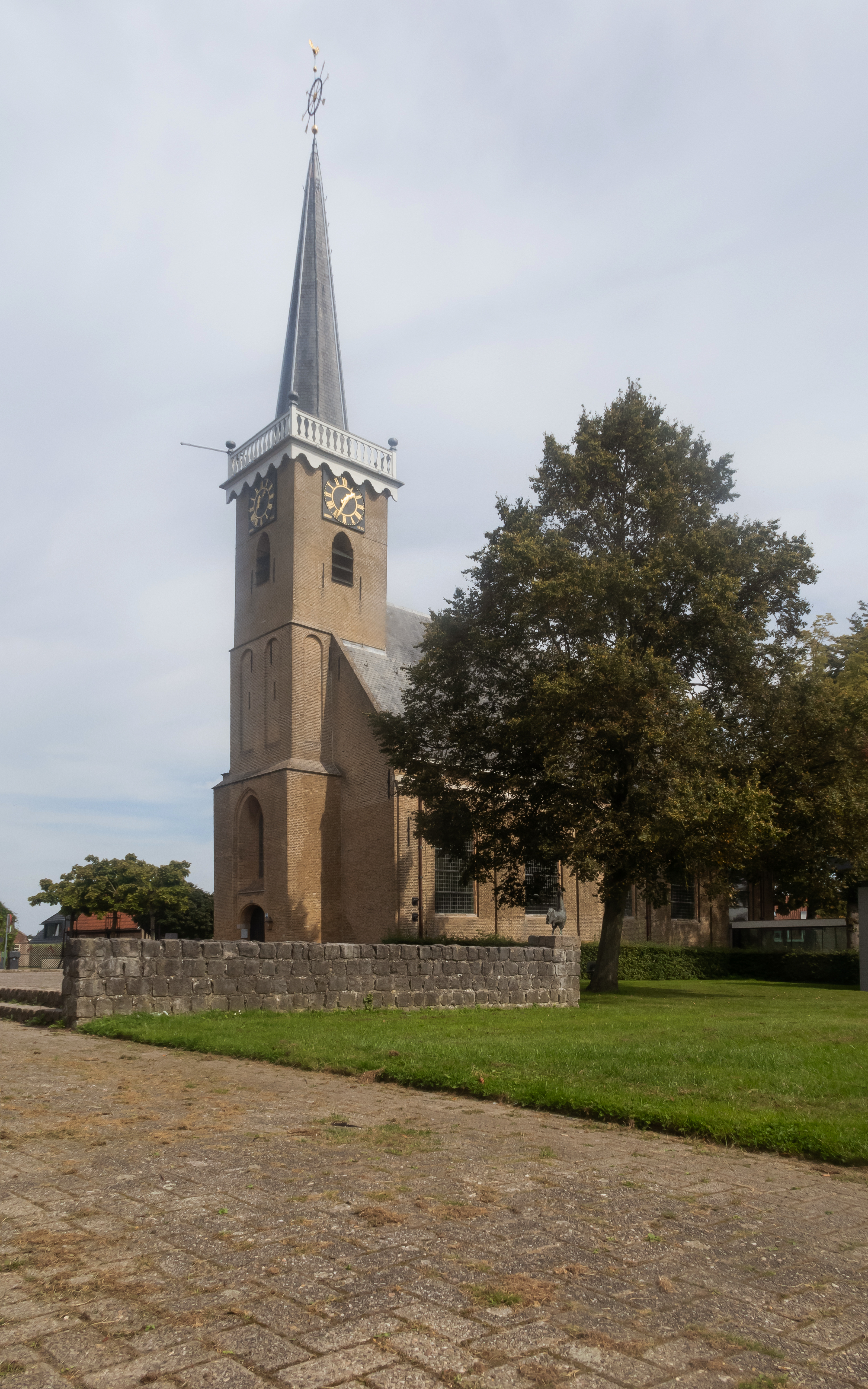
Westmaas, de Nederlands Hervormde kerk
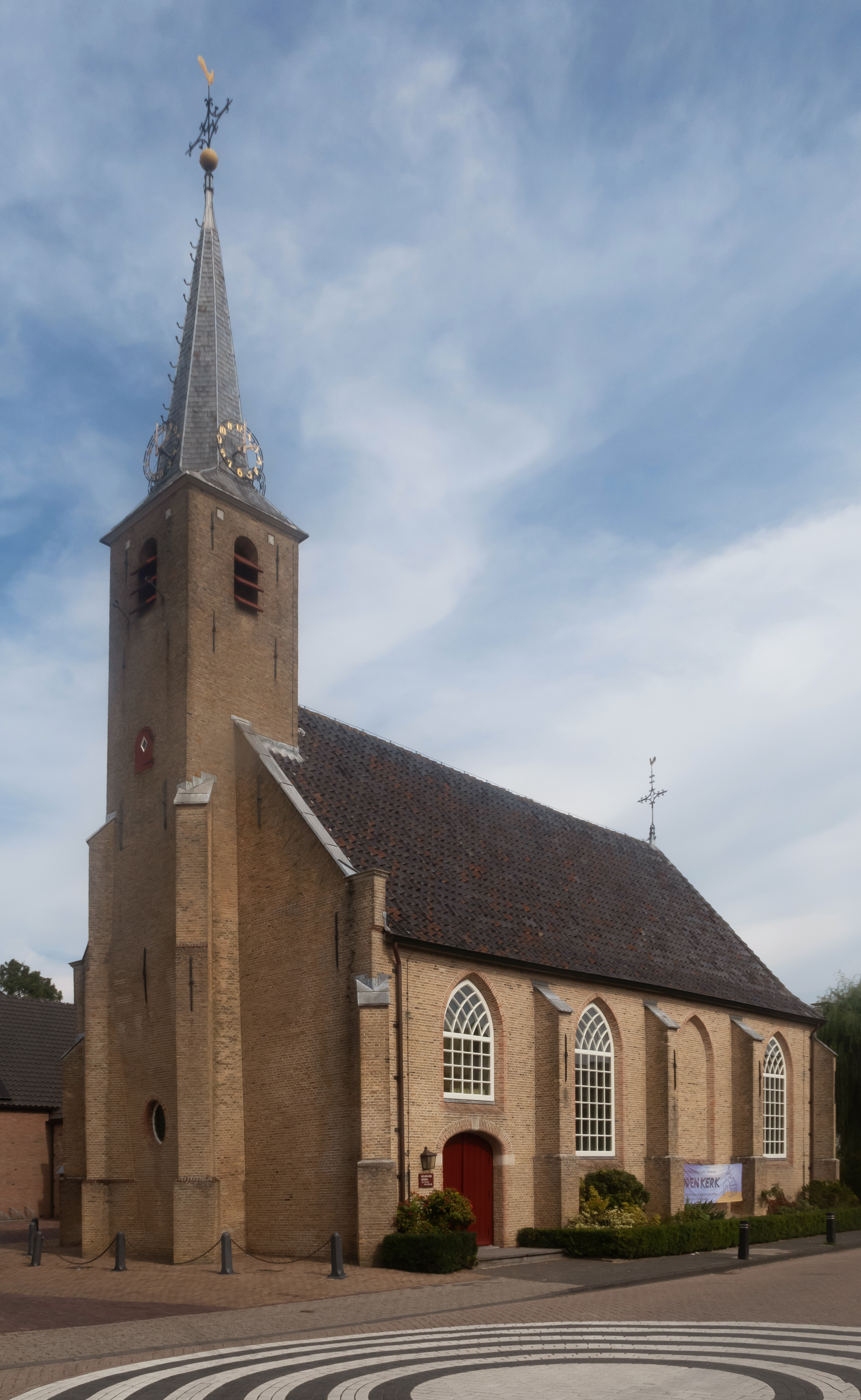
Klaaswaal, de Nederlands Hervormde kerk
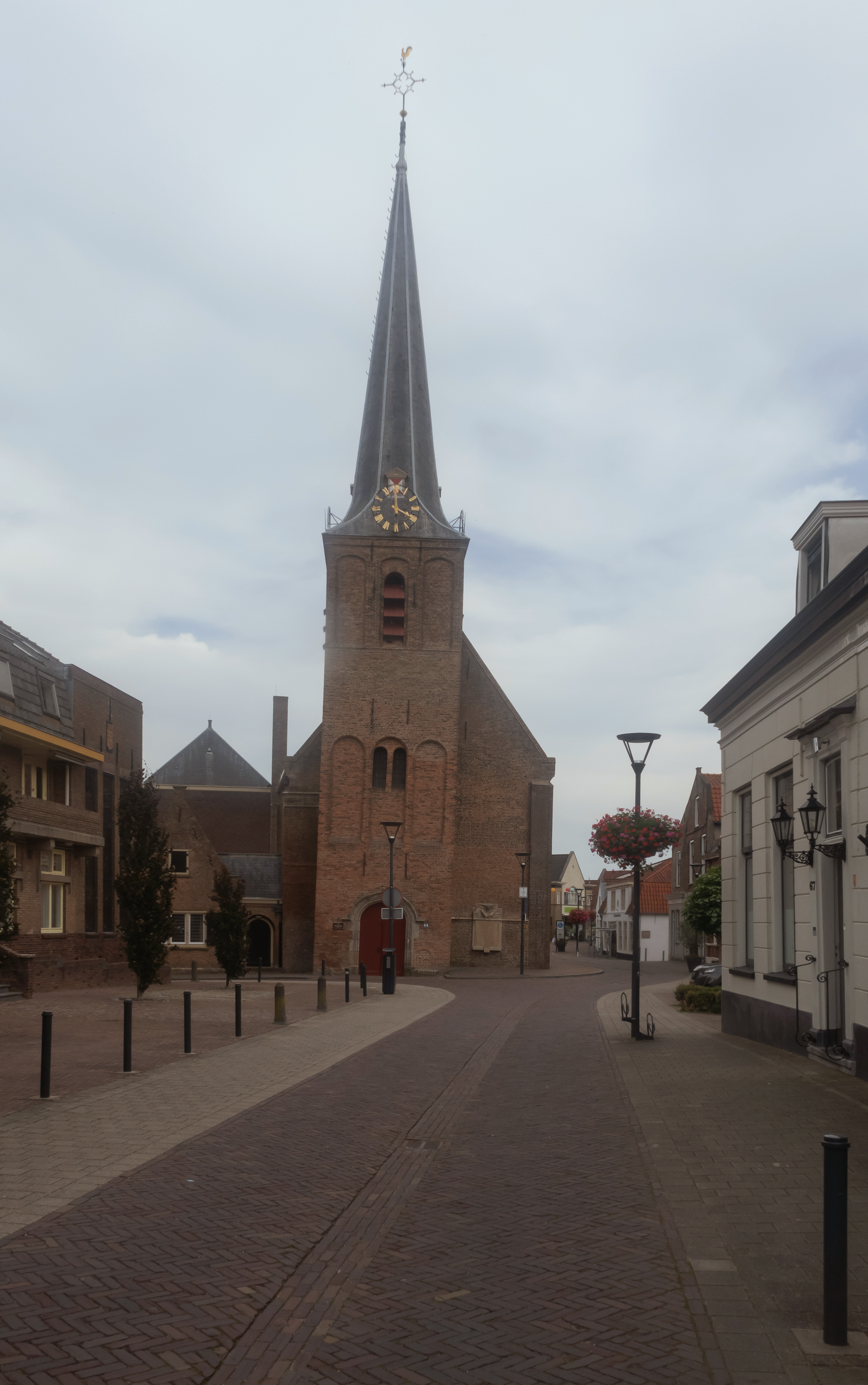
Strijen, de Grote- of Sint Lambertuskerk
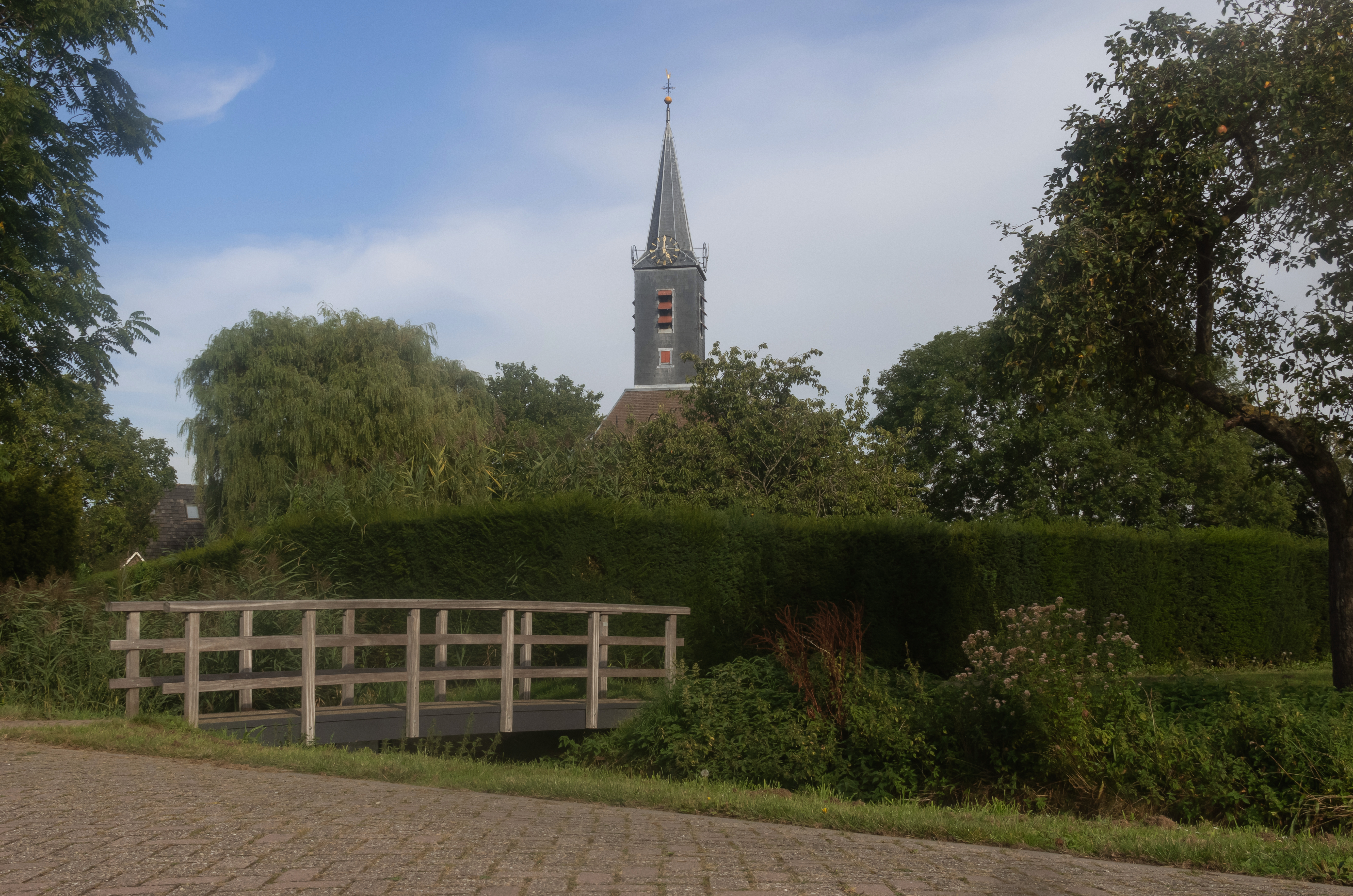
Maasdam, de Kerk
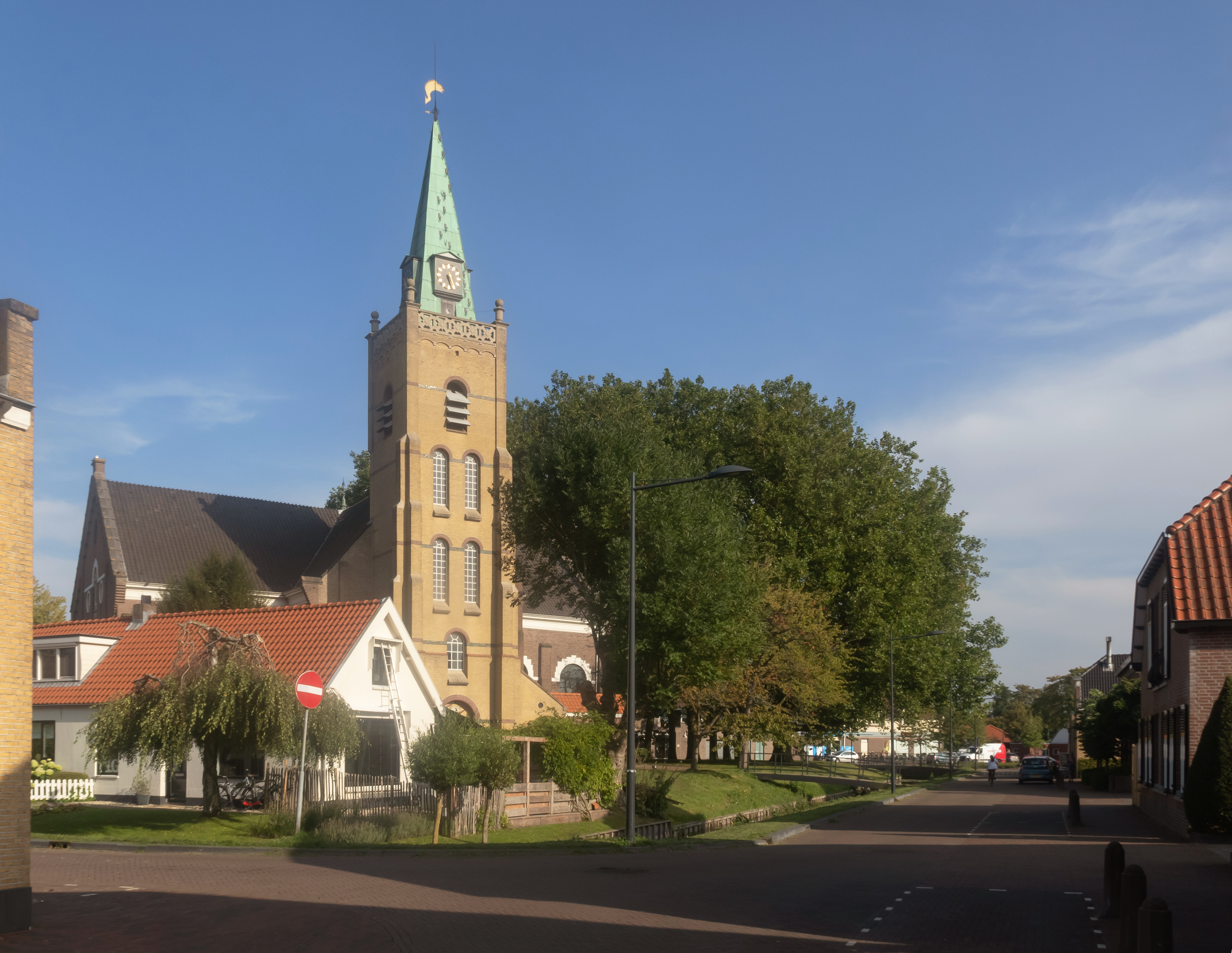
's-Gravendeel, de Kerk op de Heul
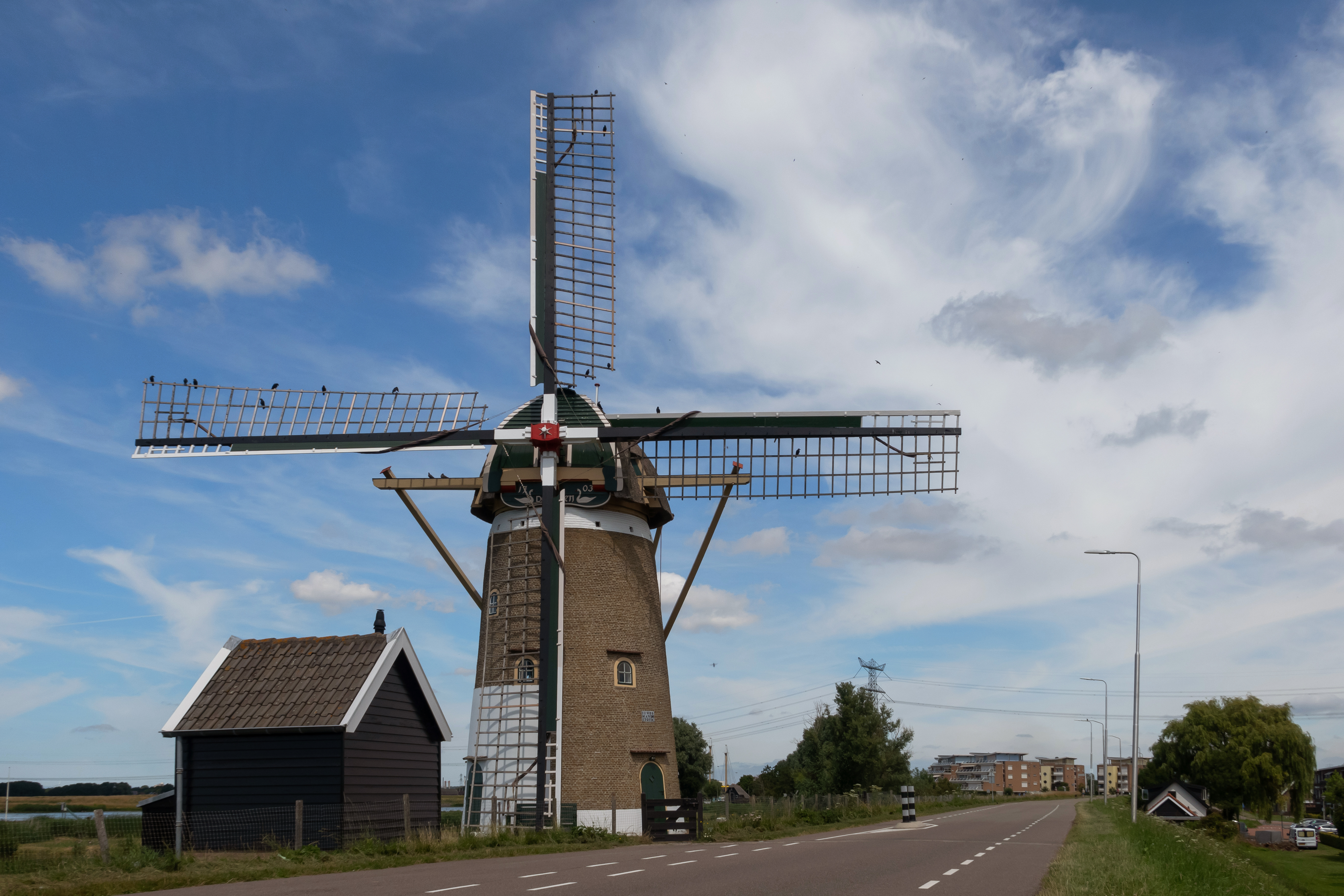
Nieuw-Beijerland, Molen De Swaen

## Politiek

### Gemeenteraad
De gemeenteraad van de gemeente Hoeksche Waard telt 37 raadsleden en telt sinds april 2023 dertien fracties. Hieronder staan de uitslagen van de gemeenteraadsverkiezingen in deze gemeente:
| Partij                                                    | 2018 | 2022 |
| --------------------------------------------------------- | ---- | ---- |
| CDA                                                       | 8    | 6    |
| Lokalen Hoeksche Waard                                    | 6    | 5    |
| SGP                                                       | 6    | 5    |
| VVD                                                       | 4    | 5    |
| VoorWaards Hoeksche Waard                                 | -    | 4    |
| ChristenUnie                                              | 2    | 2    |
| PvdA                                                      | 2    | 2    |
| GroenLinks                                                | 3    | 2    |
| Constructief Hoeksche Waard (tot 2020: Cromstrijen'98 HW) | 1    | 2    |
| D66                                                       | 3    | 2    |
| BurgerBelangen Hoeksche Waard                             | -    | 1    |
| Waardig Ouder Worden                                      | -    | 1    |
| Hoeksche Waardse Senioren Partij                          | 2    | -    |
| Totaal                                                    | 37   | 37   |

### College van B&W
De coalitie werd voor de periode 2022-2026 gevormd door het CDA, de Lokalen Hoeksche Waard, de SGP en de VVD. In juni 2024 is de VVD uit de coalitie getreden, sinds die tijd worden onderhandelingen gevoerd om een nieuwe coalitie te vormen. Het demissionaire college van burgemeester en wethouders kent naast de burgemeester vier wethouders, twee voor het CDA en elk één voor de LHW en de SGP. Het college wordt uiteraard ambtelijk ondersteund door de gemeentesecretaris.
| Naam                 | Functie                                 | Partij | Portefeuille |
| -------------------- | --------------------------------------- | ------ | --- |
| Erik van Heijningen  | Burgemeester                            | VVD    | - Openbare orde en veiligheid - Handhaving en APV - Samenwerking andere overheden - Bestuur en integriteit - Personeelszaken en Organisatie |
| Paul Boogaard        | Wethouder/1e locoburgemeester           | CDA    | - Economische Zaken (incl. gebiedsmarketing, recreatie en toerisme) - Sociale zaken (inkomen, werk, schulddienstverlening, armoedebestrijding) - Sport en sportaccommodaties - Circulaire economie - Landbouw - Communicatie en participatie - Opgave: verhaal van de Hoeksche Waard/externe lobby/regiodeal - Afvalbeleid /RAD - Dienstverlening - Facilitaire zaken - Informatiemanagement en informatiebeveiliging/cybersecurity |
| Harry van Waveren    | Wethouder/2e locoburgemeester           | LHW    | - Mobiliteit - Openbare ruimte en buitendienst - Accommodatiebeleid - Natuur, biodiversiteit en dierenwelzijn - Erfgoed, monumenten en archeologie - Cultuur - Juridische zaken - Project Nota Rust en activiteiten op zondag - Opgave: duurzaamheid - Projecten: Stougjeswijk Oost en Molenpolder |
| Adriaan van der Wulp | Wethouder/3e locoburgemeester           | SGP    | - Financiën - Ruimtelijke ordening en milieu - Omgevingswet/VTH-vergunningen - Grondzaken - Vastgoed - Nutsvoorzieningen/aandeelhouder - Onderwijs en leerlingenvervoer - Opgave: levendige dorpen - Wonen - Huisvesting nieuwkomers - Control |
| René Peters          | Wethouder/4e locoburgemeester           | CDA    | - 5e locoburgemeester - Zorg - Volksgezondheid en gezondheidszorg - Jeugd en jeugdzorg - Welzijn - Opgave: inclusieve samenleving - Uitvoering Wonen, Welzijn, Zorg |
| Enno Koops           | gemeentesecretaris / algemeen directeur | n.v.t. | - Eerste adviseur van het college - Eindverantwoordelijke ambtelijke organisatie |

## Verkeer
IJsselmonde en het Eiland van Dordrecht zijn met Hoeksche Waard verbonden door middel van tunnels (resp. de Heinenoordtunnel en de Kiltunnel). Via de Haringvlietbrug kunnen Goeree-Overflakkee en Noord-Brabant worden bereikt. Voorne-Putten en Tiengemeten zijn alleen per veerpont bereikbaar. Het veer naar Voorne-Putten vaart tussen Nieuw-Beijerland en Hekelingen. Fietsveren varen tussen Oud-Beijerland, Beerenplaat en Rhoon en tussen Puttershoek en Zwijndrecht. Over het voormalige eiland lopen een deel van de A29 en de provinciale weg N217. Mogelijk wordt in de toekomst de A4 vanaf Hoogvliet bij Klaaswaal aangesloten op de A29, waarmee overigens reeds bij het ontwerp daarvan - rond 1963 - rekening was gehouden.
De N217 is de belangrijkste verbinding over het eiland van het veer bij Nieuw-Beijerland tot en met de Kiltunnel ter hoogte van 's-Gravendeel. De N491 is de verbinding tussen de N217 en het dorp Strijen. Verder kent het eiland nog de N489, de verbinding tussen de N217 ter hoogte van aansluiting 21 van de A29, Mijnsheerenland, Westmaas, Klaaswaal en Numansdorp. In Numansdorp verbindt de N487 het dorp met aansluiting 22 van de A29.

## Monumenten
De gemeente telt een aantal rijksmonumenten, gemeentelijke monumenten en oorlogsmonumenten, zie:
- Lijst van rijksmonumenten in Hoeksche Waard;
- Lijst van gemeentelijke monumenten in Hoeksche Waard;
- Lijst van oorlogsmonumenten in Hoeksche Waard;
- Lijst van Stolpersteine in Hoeksche Waard.

## Kunst in de openbare ruimte
In de gemeente Hoeksche Waard zijn diverse beelden, sculpturen en andere kunstzinnige objecten geplaatst in de openbare ruimte, zie: 
- Lijst van beelden in Hoeksche Waard

## Recreatie en cultuur

### Muziek
In Hoeksche Waard zijn er tal van muziekverenigingen te vinden. Bijna elk dorp heeft zijn eigen vereniging. Op sommige dorpen zijn er zelfs meerdere te vinden.
In de 1e divisie zitten:
- NLS Klaaswaal uit Klaaswaal, harmonie
- Prinses Juliana uit Klaaswaal, harmonie
- Wilhelmina uit Numansdorp, fanfare
- De Bazuin uit Oud-Beijerland, harmonie
- Crescendo uit Zuid-Beijerland, fanfare

In de basisklasse zitten:
- NLS uit 's-Gravendeel, fanfare
- Da Capo uit Heinenoord, fanfare
- MaasMuziek uit Maasdam / Puttershoek, harmonie
- Volharding Korendijk uit Nieuw-Beijerland, fanfare

Showkorpsen
- Showkorps Juliana uit 's-Gravendeel

### Musea
- Carl Wüst Museum in Oud-Beierland
- Museum Hoekse Waard in Heinenoord
- Landbouwmuseum Tiengemeten
- Rien Poortvliet Museum Tiengemeten
- Het land van Strijen

### Sport
Sportverenigingen en accommodaties in Hoeksche Waard:

#### Goudswaard
- Sportvereniging Fortuna Be Quick
- Sportvereniging Turnlust
- Schietvereniging Wilhelm-Tell
- IJsclub De Noorman
- Scouting Suanablake

#### 's-Gravendeel
- Zwembad de Wellen
- Zwem- en Waterpolovereniging ZVS
- Voetbalvereniging 's-Gravendeel
- 's-Gravendeelse Tennisclub
- Thermen Binnenmaas
- Badmintonclub BC Niton
- ‘s-Gravendeelse IJsclub
- Christelijke Korfbal Club ADO
- Tafeltennisvereniging Effekt '77
- Basketbalvereniging Rebound

#### Heinenoord
- Tennisvereniging Heynkensort
- Voetbalvereniging SV Heinenoord
- Dartclub De Zwervers
- Sportvereniging Heinenoord
- Sporthal De Tienvoet
- Heinenoord Hengelaarsvereniging "Ons Pleizier"

#### Klaaswaal
- SSS Klaaswaal
- Zwembad Het Centrum

#### Maasdam
- H.S.V. The Blue Hitters
- Voetbalvereniging FC Binnenmaas
- Sportzaal Duyvesteyn
- Lawn Tennis Club Maasdam

#### Mijnsheerenland
- Tennisclub De Binnenmaas
- Scouting Lodewijck van Praetgroep
- Watersportvereniging Binnenmaas
- Voetbalvereniging GOZ
- Hengelsportvereniging Binnenmaas
- Hockeyvereniging De Hoeksche Waard

#### Westmaas
- C.K.V. Oranje Zwart/De Hoekse
- Tennisvereniging Westmaas
- Holland Factory
- Manege & Pensionstal De Flemming

#### Numansdorp
- N.S.V.V. Numansdorpse Sport Vereniging VIOS
- Scouting Driestromengroep
- Tennisvereniging Numansdorp
- Tafeltennisvereniging Tavenu
- Sporthal Cromstrijen

#### Zuid-Beijerland
- Tennisvereniging "'t Slag"
- Voetbalvereniging ZBVH

#### Nieuw-Beijerland
- Voetbalvereniging NBSVV
- Biljartclub OGNB[7]
- Tennisvereniging De Molen
- Volleybalvereniging Drieslag XR1

#### Oud-Beijerland
- Basketbal Oud-Beijerland (B.O.B.)
- Voetbalvereniging SHO
- Algemene Korfbalvereniging Korbatjo
- Hippisch Centrum "De Hoeksche Waard"
- FCC de Spuicrossers
- Voetbalvereniging Zinkwegse Boys
- Voetbalvereniging OSV Oud-Beijerland
- Tennisvereniging TVO
- Atletiekvereniging AV Spirit
- Scouting Oud-Beijerland
- Volleybalvereniging DVO
- Budo Hans Roos

#### Piershil
- Sportvereniging Fortuna Be Quick
- Tafeltennisvereniging Korendijk

#### Puttershoek
- Dance Center Hoeksche Waard
- Sporthal Kees Verkerk
- Kees Verkerkbaan
- Tennisvereniging Puttershoek
- Jeu-de-boulesvereniging de IJsBoulers
- IJs- en Skeelerclub Puttershoek
- Badmintonvereniging PUBA
- Scouting Puttershoek

#### Strijen
- Badmintonvereniging Strijen
- Laco sportcentrum Strijen
- Tennisvereniging Bonaventura
- Voetbalvereniging Strijen
- De Strijensche Golfclub
- Sportvereniging Ventura Sport
- Strijensche IJsclub
- IJsclub "Steeds Vooruit" Mookhoek-Schenkeldijk
- Scouting Nassaugroep Stijen

### Cultuur
In Hoeksche Waard zijn meerdere cultuurcentra, zoals de Drie Lelies in Puttershoek en het Streekmuseum Hoeksche Waard in Heinenoord. Op het eilandje Tiengemeten zijn er in de winter theatervoorstellingen en in de zomer het tweedaagse muziekfestival 'Terug naar Tiengemeten'.

### Recreatiecentra
Er zijn openlucht recreatiecentra in Hoeksche Waard, waaronder de Oude Tol aan het Spui in Oud-Beijerland, Costa del Spui in Goudswaard, De Kaai of Hitzerse Kade in Zuid-Beijerland, het strandje bij de Haringvlietbrug bij Numansdorp en Recreatieoord Binnenmaas in Mijnsheerenland. 

### Tiengemeten
Tiengemeten, onder beheer van Natuurmonumenten, is met 50.000 bezoekers per jaar de grootste recreatieve trekpleister in Hoeksche Waard. Tiengemeten heeft enkele vaste bewoners, verder is er een kleinschalige ggz-instelling voor begeleid wonen, een landbouwmuseum en het Rien Poortvlietmuseum, een herberg, en een speelterrein voor kinderen. Tiengemeten is grotendeels een natuurgebied van Natuurmonumenten waar het beperkte getij van het Haringvliet vrij toegang heeft gekregen door het doorsteken van de ringdijk aan de zuidzijde van het Eiland. Het westelijk deel van het eiland is verwilderd tot een riet- en sikkengebied. Net als in andere delen van de weidse buitengebieden van Hoeksche Waard, kent Tiengemeten het hele jaar door een zeer afwisselende, soms behoorlijke unieke flora en fauna. Een gedeelte van de natuurgebieden is alleen met natuurgidsen van Hoekschewaards Landschap toegankelijk. 

## Aangrenzende gemeenten
| Aangrenzende gemeenten | Aangrenzende gemeenten | Aangrenzende gemeenten | Aangrenzende gemeenten | Aangrenzende gemeenten |
| ---------------------- | ---------------------- | ---------------------- | ---------------------- | ---------------------- |
| Nissewaard             |                        | Albrandswaard          |                        | Barendrecht            |
|                        |                        |                        |                        | Zwijndrecht            |
| Goeree-Overflakkee     | Dordrecht              |                        |                        |                        |
|                        |                        |                        |                        |                        |
|                        |                        | Moerdijk (NB)          |                        |                        |

Alblasserdam · Albrandswaard · Alphen aan den Rijn · Barendrecht · Bodegraven-Reeuwijk · Capelle aan den IJssel · Delft · Den Haag · Dordrecht · Goeree-Overflakkee · Gorinchem · Gouda · Hardinxveld-Giessendam · Hendrik-Ido-Ambacht · Hillegom · Hoeksche Waard · Kaag en Braassem · Katwijk · Krimpen aan den IJssel · Krimpenerwaard · Lansingerland · Leiden · Leiderdorp · Leidschendam-Voorburg · Lisse · Maassluis · Midden-Delfland · Molenlanden · Nieuwkoop · Nissewaard · Noordwijk · Oegstgeest · Papendrecht · Pijnacker-Nootdorp · Ridderkerk · Rijswijk · Rotterdam · Schiedam · Sliedrecht · Teylingen · Vlaardingen · Voorne aan Zee · Voorschoten · Waddinxveen · Wassenaar · Westland · Zoetermeer · Zoeterwoude · Zuidplas · Zwijndrecht

Steden en dorpen · Voormalige gemeenten · Nederland: Provincies · Gemeenten
- Virtual International Authority File: 5522153954876005680000